# Спетино (Бергамо)
Спетино је насеље у Италији у округу Бергамо, региону Ломбардија.
Према процени из 2011. у насељу је живело 104 становника. Насеље се налази на надморској висини од 853 м.